# Přísaha viceprezidenta Spojených států amerických

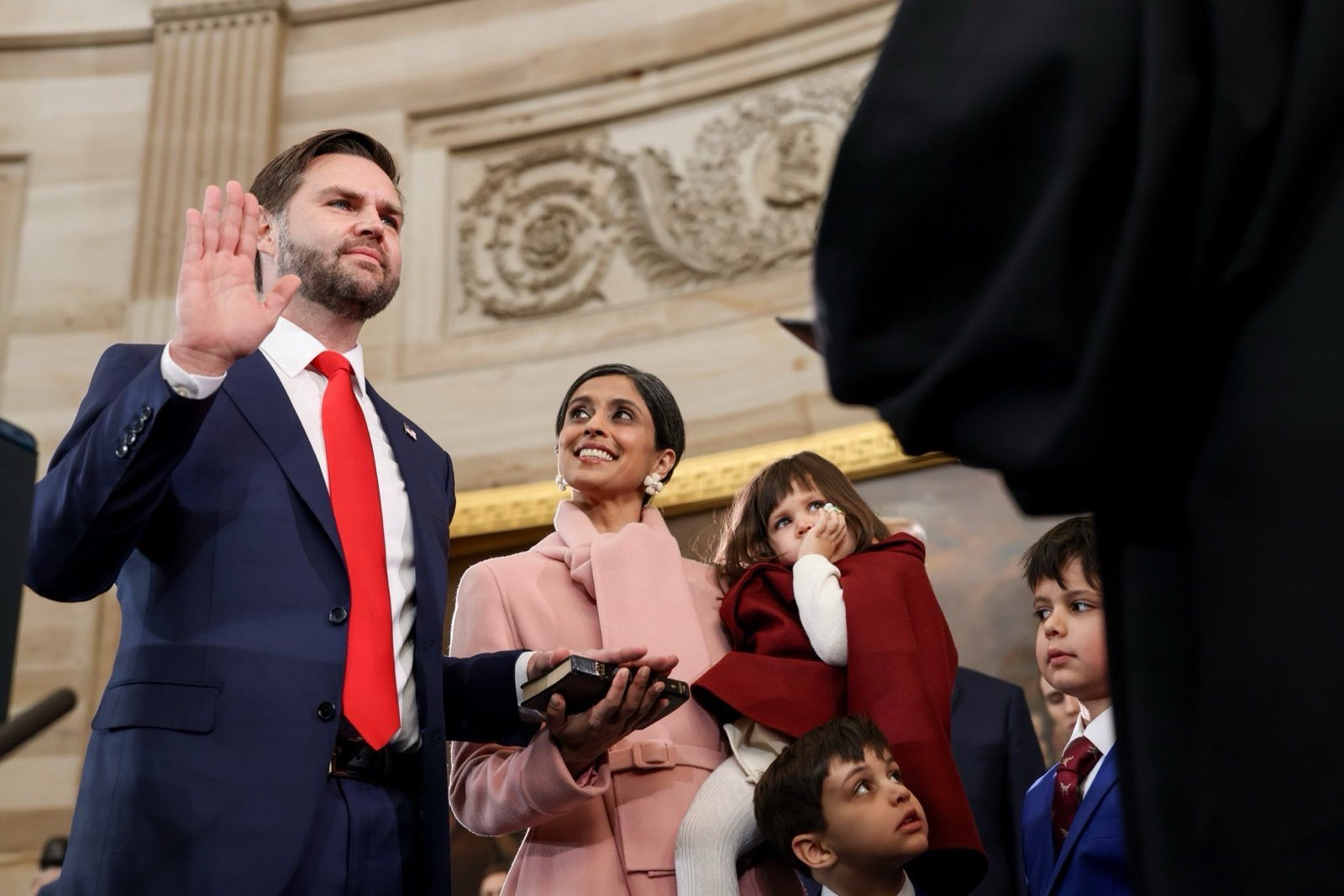
J. D. Vance skládá přísahu viceprezidenta do rukou soudce Nejvyššího soudu Bretta Kavanaugha, při inauguraci netradičně uvnitř Kapitolu, 20. ledna 2025

Přísaha viceprezidenta Spojených států amerických je od roku 1937 skládána krátce před prezidentskou přísahou. Předtím ji skládal uvnitř Kapitolu odděleně od prezidenta.

## Text přísahy
Anglicky:
I (name) do solemnly swear (or affirm) that I will support and defend the Constitution of the United States against all enemies, foreign and domestic; that I will bear true faith and allegiance to the same; that I take this obligation freely, without any mental reservation or purpose of evasion; and that I will well and faithfully discharge the duties of the office on which I am about to enter. So help me God.

Český překlad:
Já (jméno) slavnostně přísahám (nebo prohlašuji), že budu podporovat a bránit Ústavu Spojených států proti všem nepřátelům, cizím a domácím, že budu mít pravou víru a oddanost k tomu, že jsem tuto povinnost přijal svobodně bez mentální výhrady nebo účelu vyhnutí, a že budu dobře a věrně plnit povinnosti úřadu, do kterého se chystám nastoupit. K tomu mi dopomáhej Bůh.

## Seznam přísah viceprezidentů
Pokud připadá den přísahy na neděli, přísaha probíhá soukromě a druhý den, tedy v pondělí probíhá veřejně.
| Viceprezident          | Datum                                            | Vykonavatel přísahy    | Vykonavatel přísahy             |
| ---------------------- | ------------------------------------------------ | ---------------------- | ------------------------------- |
| John Adams             | 21. duben 1789, přísahu složil 3. června 1789    | John Langdon           | Předseda senátu pro tempore     |
| John Adams             | 4. březen 1793, přísahu složil 2. prosince 1792  | John Langdon           | Předseda senátu pro tempore     |
| Thomas Jefferson       | 4. březen 1797                                   | William Bingham        | Předseda senátu pro tempore     |
| Aaron Burr             | 4. březen 1801                                   | James Hillhouse        | Předseda senátu pro tempore     |
| George Clinton         | 4. březen 1805                                   | John Marshall          | Předseda Nejvyššího soudu       |
| George Clinton         | 4. březen 1809                                   | -                      | -                               |
| Elbridge Gerry         | 4. březen 1813, přísahu složil 24. května 1813   | John Davis             | federální soudce                |
| Daniel D. Tompkins     | 4. březen 1817                                   | John Gaillard          | Andrew Jackson                  |
| Daniel D. Tompkins     | 4. březen 1821, přísahu složil 3. března 1821    | William P. Van Ness    | federální soudce                |
| John C. Calhoun        | 4. březen 1825                                   | Andrew Jackson         | Senátor senátu                  |
| John C. Calhoun        | 4. březen 1829                                   | Samuel Smith           | Předseda senátu pro tempore     |
| Martin Van Buren       | 4. březen 1833                                   | John Marshall          | Předseda Nejvyššího soudu       |
| Richard Mentor Johnson | 4. březen 1837                                   | William R. King        | Předseda senátu pro tempore     |
| John Tyler             | 4. březen 1841                                   | William R. King        | Předseda senátu pro tempore     |
| George M. Dallas       | 4. březen 1845                                   | Willie P. Mangum       | Předseda senátu pro tempore     |
| Millard Fillmore       | 4. březen 1849, přísahu složil 5. března 1849    | David R. Atchison      | Předseda senátu pro tempore     |
| William R. King        | 4. březen 1853, přísahu složil 5. března 1853    | William L. Sharkle     | konzul na Kubě                  |
| John C. Breckinridge   | 4. březen 1857                                   | James M. Mason         | Předseda senátu pro tempore     |
| Hannibal Hamlin        | 4. březen 1861, přísahu složil 2. března 1861    | John C. Breckinridge   | Viceprezident                   |
| Andrew Johnson         | 4. březen 1865                                   | Hannibal Hamlin        | Viceprezident                   |
| Schuyler Colfax        | 4. březen 1869                                   | Benjamin F. Wad        | Předseda senátu pro tempore     |
| Henry Wilson           | 4. březen 1873                                   | Schuyler Colfax        | Viceprezident                   |
| William A. Wheeler     | 4. březen 1877                                   | Thomas W. Ferry        | Předseda senátu pro tempore     |
| Chester A. Arthur      | 4. březen 1881                                   | William A. Wheeler     | Viceprezident                   |
| Thomas A. Hendricks    | 4. březen 1885                                   | George F. Edmunds      | Předseda senátu pro tempore     |
| Levi P. Morton         | 4. březen 1889                                   | John J. Ingalls        | Předseda senátu pro tempore     |
| Adlai Stevenson        | 4. březen 1893                                   | Levi P. Morton         | Viceprezident                   |
| Garret Hobart          | 4. březen 1897                                   | Adlai Stevenson        | Viceprezident                   |
| Theodore Roosevelt     | 4. březen 1901                                   | William P. Frye        | Předseda senátu pro tempore     |
| Charles W. Fairbanks   | 4. březen 1905                                   | William P. Frye        | Předseda senátu pro tempore     |
| Thomas R. Marshall     | 4. březen 1913                                   | Jacob H. Gallinger     | Předseda senátu pro tempore     |
| Thomas R. Marshall     | 4. březen 1917                                   | Willard Saulsbury      | Předseda senátu pro tempore     |
| Calvin Coolidge        | 4. březen 1921                                   | Thomas R. Marshall     | Viceprezident                   |
| Charles G. Dawes       | 4. březen 1925                                   | Albert B. Cummins      | Předseda senátu pro tempore     |
| Charles Curtis         | 4. březen 1929                                   | Charles G. Dawes       | Viceprezident                   |
| John Nance Garner      | 4. březen 1933                                   | Charles Curtis         | Viceprezident                   |
| John Nance Garner      | 20. leden 1937                                   | Joseph Taylor Robinson | vůdce většiny v Senátu          |
| Henry A. Wallace       | 20. leden 1941                                   | John Nance Garner      | Viceprezident                   |
| Harry S. Truman        | 20. leden 1945                                   | Henry A. Wallace       | Viceprezident                   |
| Alben W. Barkley       | 20. leden 1949                                   | Stanley Forman Ree     | soudce Nejvyššího soudu         |
| Richard Nixon          | 20. leden 1953                                   | William F. Knowland    | Senátor senátu                  |
| Richard Nixon          | 20. leden 1957                                   | William F. Knowland    | vůdce většiny v Senátu          |
| Lyndon B. Johnson      | 20. leden 1961                                   | Sam Rayburn            | Předseda Sněmovny reprezentantů |
| Hubert Humphrey        | 20. leden 1965                                   | John William McCormack | Předseda Sněmovny reprezentantů |
| Spiro Agnew            | 20. leden 1969                                   | Everett Dirksen        | vůdce většiny v Senátu          |
| Spiro Agnew            | 20. leden 1973                                   | Warren E. Burger       | Předseda Nejvyššího soudu       |
| Gerald Ford            | 6. prosinec 1973                                 | Warren E. Burger       | Předseda Nejvyššího soudu       |
| Nelson Rockefeller     | 19. prosinec 1974                                | Warren E. Burger       | Předseda Nejvyššího soudu       |
| Walter Mondale         | 20. leden 1977                                   | Tip O'Neill            | Předseda Sněmovny reprezentantů |
| George H. W. Bush      | 20. leden 1981                                   | Potter Stewart         | soudce Nejvyššího soudu         |
| George H. W. Bush      | 20. leden 1985, soukromě 21. leden 1985, veřejně | Potter Stewart         | soudce Nejvyššího soudu         |
| Dan Quayle             | 20. leden 1989                                   | Sandra Day O'Connorová | soudkyně Nejvyššího soudu       |
| Al Gore                | 20. leden 1993                                   | Byron White            | soudce Nejvyššího soudu         |
| Al Gore                | 20. leden 1997                                   | Ruth Bader Ginsburgová | soudkyně Nejvyššího soudu       |
| Dick Cheney            | 20. leden 2001                                   | William Rehnquist      | Předseda Nejvyššího soudu       |
| Dick Cheney            | 20. leden 2005                                   | Dennis Hastert         | Předseda Sněmovny reprezentantů |
| Joe Biden              | 20. leden 2009                                   | John Paul Stevens      | soudce Nejvyššího soudu         |
| Joe Biden              | 20. leden 2013, soukromě 21. leden 2013, veřejně | Sonia Sotomayorová     | soudkyně Nejvyššího soudu       |
| Mike Pence             | 20. leden 2017                                   | Clarence Thomas        | soudce Nejvyššího soudu         |
| Kamala Harrisová       | 20. leden 2021                                   | Sonia Sotomayorová     | soudkyně Nejvyššího soudu       |
| J. D. Vance            | 20. leden 2025                                   | Brett Kavanaugh        | soudce Nejvyššího soudu         |